# Cesta (nakladatelství)
Nakladatelství Cesta je české křesťanské nakladatelství, legislativně provozováno jako OSVČ Ivy Pospíšilové.

## Historie
Nakladatelství Cesta vzniklo v roce 1990 v Brně a navázalo na původně samizdatovou činnost v oblasti křesťanské literatury. Svou prvotinu zde vydal např. Marek Orko Vácha (Tančící skály, 2003), František Lízna (Musím jít dál, 2005) nebo Max Kašparů (Hovory o sobě, 1990).

## Zaměření
Nakladatelství vydává především literaturu křesťanskou a odbornou literaturu pro psychology (se zaměřením na logoterapii). Každoročně nabízí také kalendář vytvořený ve spolupráci s Rádiem Proglas. Knihy nakladatelství pravidelně vyhrávají v anketách o dobrou knihu v Katolickém týdeníku.

## Nejprodávanější knihy
Nejprodávanější knihy nakladatelství Cesta jsou:
1. Mello, de Anthony: Bdělost
2. Mello, de Anthony: Cesta k lásce
3. Vácha, Marek Orko: Nevyžádané rady mládeži
4. Vácha, Marek Orko: Tančící skály
5. Kašparů, Max: Sedmero zastavení u klíčové dírky
6. Lízna František: Musím jít dál